# Клир Лејк (Илиноис)
Клир Лејк (енгл. Clear Lake) град је у америчкој савезној држави Илиноис.

## Демографија
По попису из 2010. године број становника је 229, што је 38 (-14,2%) становника мање него 2000. године.
| Група             | 2000.       | 2010.       |
| Белци             | 254 (95,1%) | 219 (95,6%) |
| Афроамериканци    | 3 (1,1%)    | 1 (0,4%)    |
| Азијати           | 3 (1,1%)    | 2 (0,9%)    |
| Хиспаноамериканци | 5 (1,9%)    | 3 (1,3%)    |
| Укупно            | 267         | 229         |